# Al Keller
Alvah August Keller, detto Al (Alexander, 11 aprile 1920 – Phoenix, 19 novembre 1961), è stato un pilota automobilistico statunitense.
Corse nella categoria NASCAR Grand National, antenata della odierna Sprint Cup Series dal 1949 al 1956 vincendo 2 gare.
Passò in seguito alla Champ Car e disputò 6 volte la 500 Miglia di Indianapolis tra il 1955 ed il 1961, conquistando come miglior risultato un 5º posto nella sua ultima partecipazione.
Morì dopo un incidente in campionato a Phoenix nel 1961 e venne sepolto nei Memory Gardens di Lake Worth, Florida.
Tra il 1950 e il 1960 la 500 Miglia faceva parte del Campionato Mondiale, per questo motivo Keller ha all'attivo anche cinque Gran Premi in Formula 1.

## Risultati in Formula 1
| 1955 | Scuderia         | Vettura           |  |  |     |  |  |  |  |  |  |  |  | Punti | Pos. |
| ---- | ---------------- | ----------------- |  |  | --- |  |  |  |  |  |  |  |  | ----- | ---- |
| 1955 | Sam Traylor Offy | Kurtis Kraft 2000 |  |  | Rit |  |  |  |  |  |  |  |  | 0     |      |

| 1956 | Scuderia         | Vettura           |  |  |    |  |  |  |  |  |  |  |  | Punti | Pos. |
| ---- | ---------------- | ----------------- |  |  | -- |  |  |  |  |  |  |  |  | ----- | ---- |
| 1956 | Sam Traylor Offy | Kurtis Kraft 4000 |  |  | 14 |  |  |  |  |  |  |  |  | 0     |      |

| 1957 | Scuderia             | Vettura           |  |  |     |  |  |  |  |  |  |  |  | Punti | Pos. |
| ---- | -------------------- | ----------------- |  |  | --- |  |  |  |  |  |  |  |  | ----- | ---- |
| 1957 | Bardahl / Pat Clancy | Kurtis Kraft 500G |  |  | Rit |  |  |  |  |  |  |  |  | 0     |      |

| 1958 | Scuderia             | Vettura           |  |  |  |    |  |  |  |  |  |  |  | Punti | Pos. |
| ---- | -------------------- | ----------------- |  |  |  | -- |  |  |  |  |  |  |  | ----- | ---- |
| 1958 | Bardahl / Pat Clancy | Kurtis Kraft 500G |  |  |  | 11 |  |  |  |  |  |  |  | 0     |      |

| 1959 | Scuderia            | Vettura             |  |     |  |  |  |  |  |  |  |  |  | Punti | Pos. |
| ---- | ------------------- | ------------------- |  | --- |  |  |  |  |  |  |  |  |  | ----- | ---- |
| 1959 | Helse / H.H.Johnson | Kuzma Indy Roadster |  | Rit |  |  |  |  |  |  |  |  |  | 0     |      |

| Legenda | 1º posto     | 2º posto | 3º posto    | A punti         | Senza punti/Non class.  | Grassetto – Pole position Corsivo – Giro più veloce |
| Legenda | Squalificato | Ritirato | Non partito | Non qualificato | Solo prove/Terzo pilota | Grassetto – Pole position Corsivo – Giro più veloce |